# Christoph Bernhard Francke

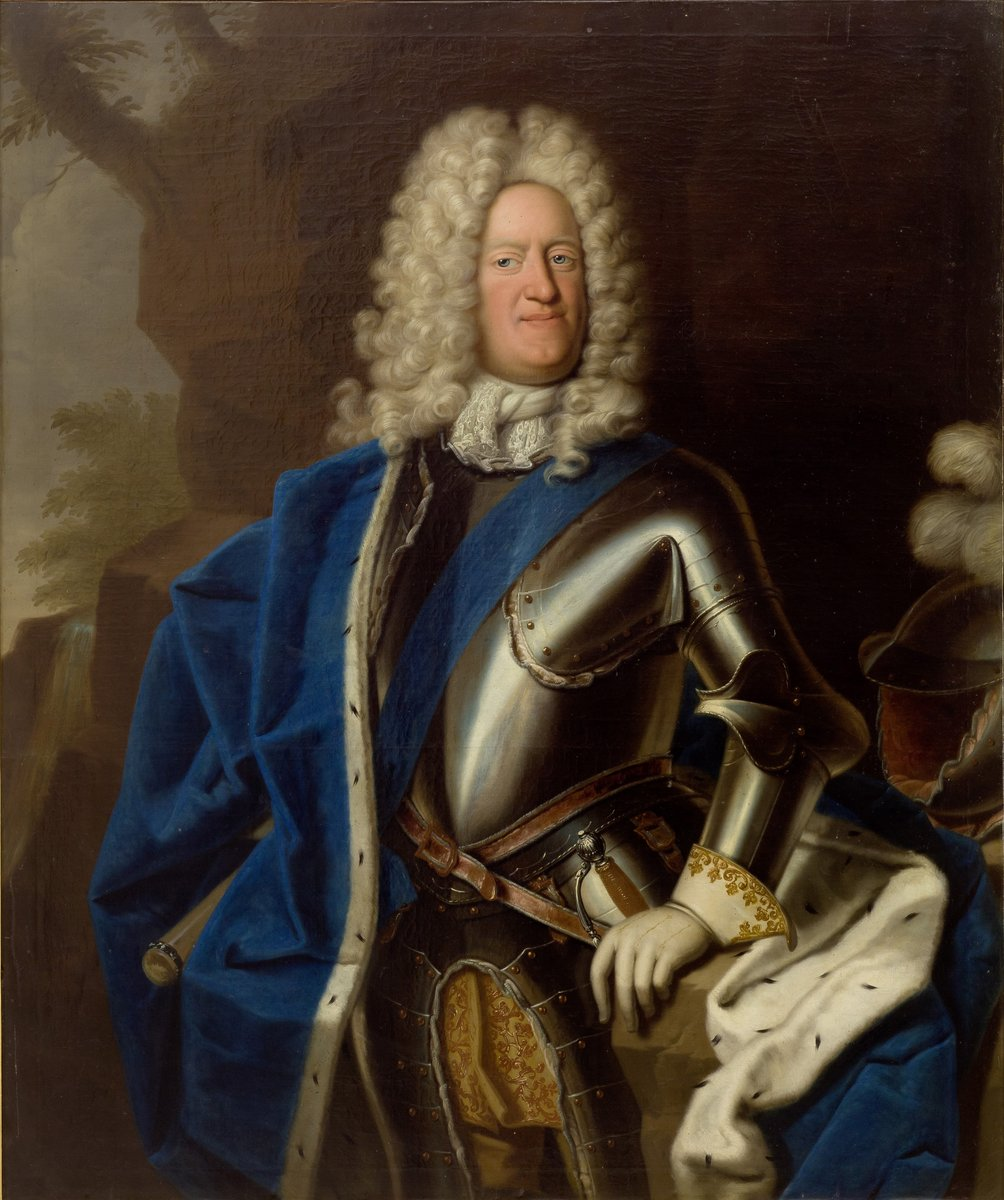
Christoph Bernhard Francke: ritratto del duca August Wilhelm, tra il 1710 e il 1729

Christoph Bernhard Francke (Hannover, 1660 - 1670 – Braunschweig, 18 gennaio 1729) è stato un ufficiale e pittore tedesco.

## Biografia

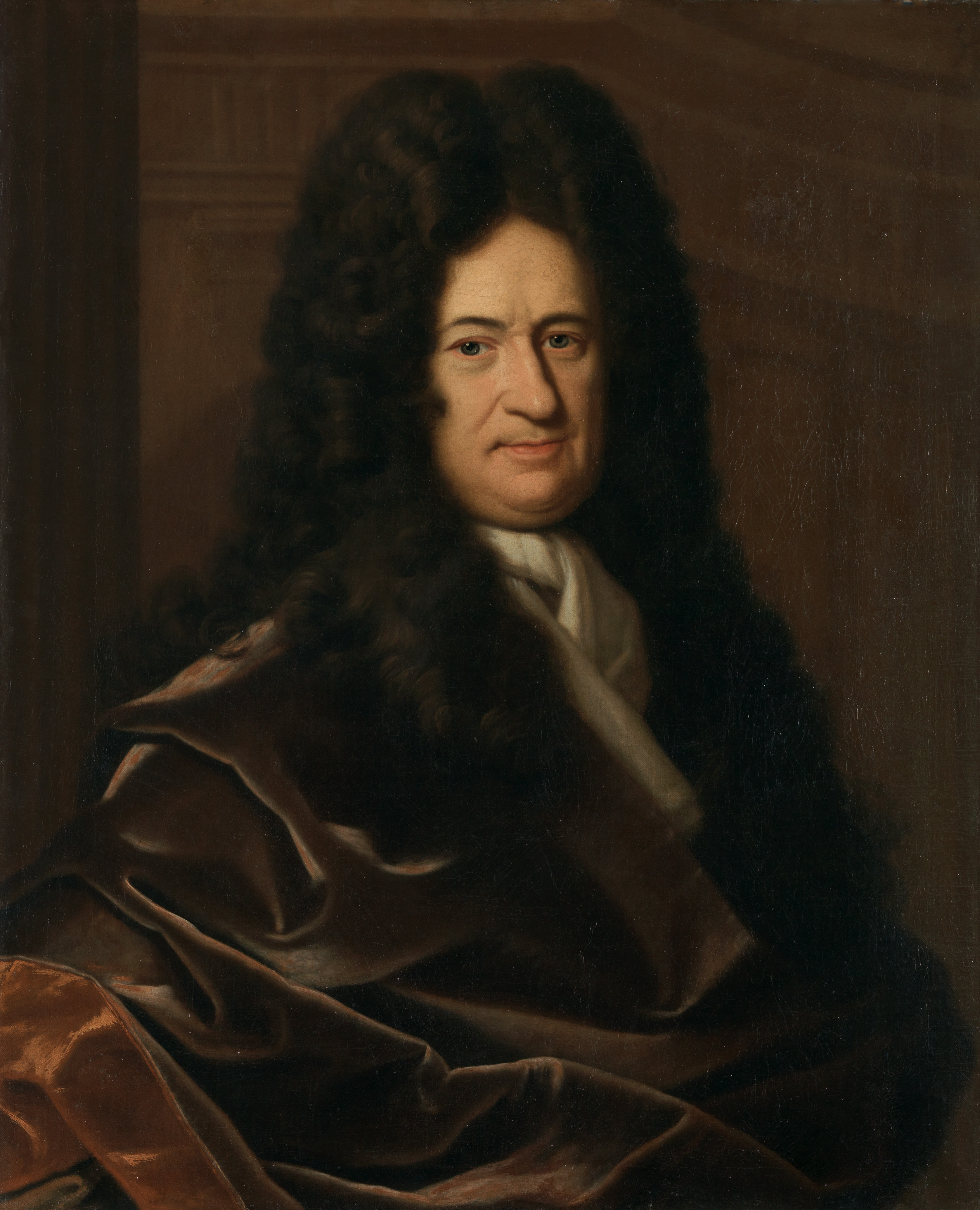
Christoph Bernhard Francke: ritratto di Gottfried Wilhelm Leibniz (1700 circa) Herzog Anton Ulrich-Museum, Braunschweig

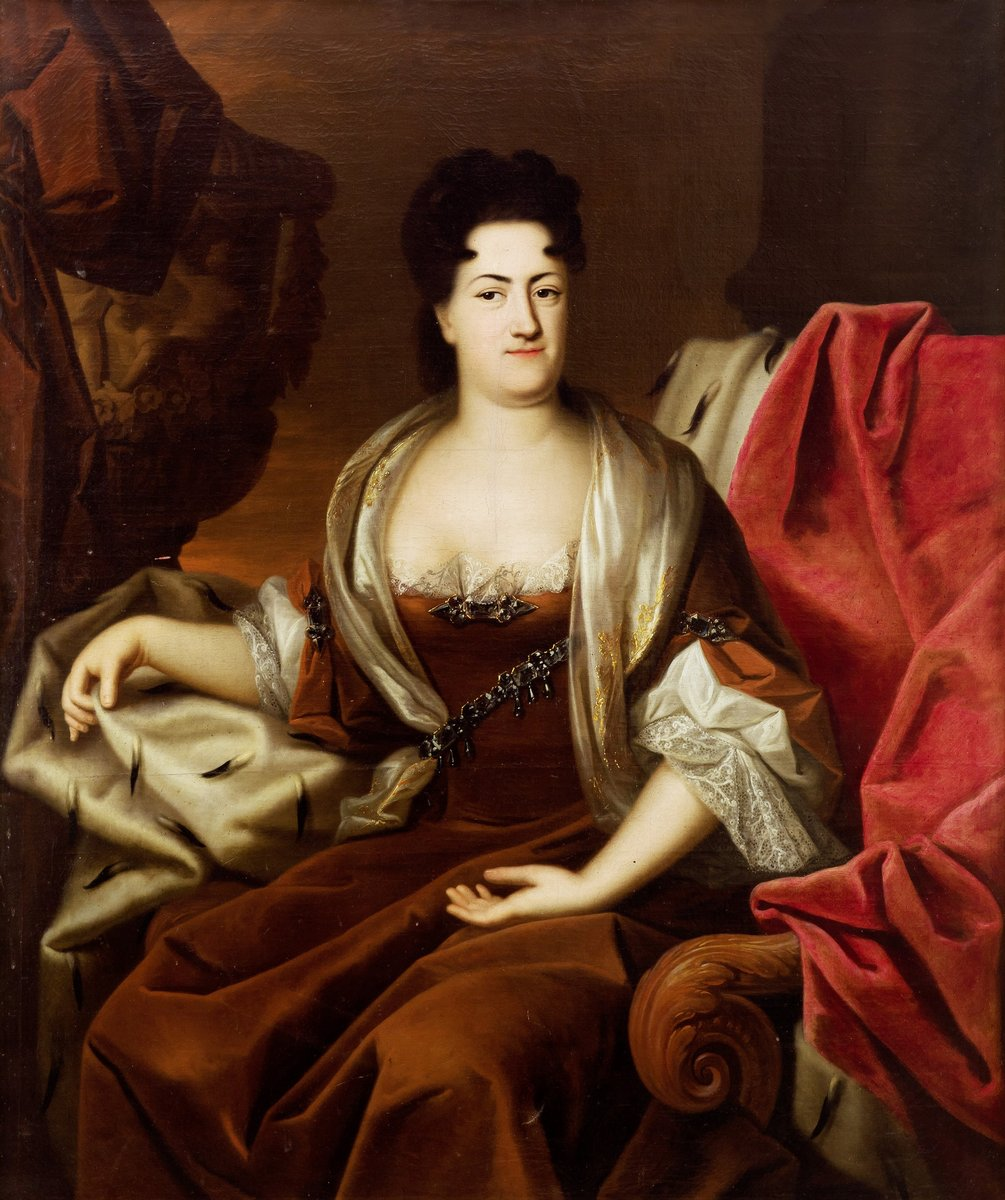
Christoph Bernhard Francke: ritratto della duchessa Elisabeth Sophie Marie von Schleswig-Holstein-Norburg, tra il 1710 e il 1729

Sulle origini di Christoph Bernhard Franckes è rimasto poco di attendibile. Si suppone che egli sia nato neglio anni 1660 ad Hannover ed abbia ricevuto una formazione artistica in Italia.
Nel 1693 entrò come tenente al servizio del duca Rodolfo Augusto di Brunswick-Lüneburg, ma negli anni successivi fu prevalentemente attivo come pittore di corte a Wolfenbüttel. Nel 1702 prese parte come ufficiale nel Leibregiment prese parte ad una campagna militare contro l'Elettorato di Hannover. 
Al più tardi nel 1699, l'anno del suo matrimonio, si stabilì come pittore nella città di Braunschweig e si trasferì in una casa di Ägidienmarkt. Il 4. marzo 1699 sposò Agnesa Benedicta Duve (1680–1727), figlia del teologo e pastore di Sant'Egidio Achatius Duve (1644–1698). Dal matrimonio nacquero otto figli, dei quali solo tre sopravvissero ai genitori.
Francke godette di grande visibilità nel Principato. Nel 1700 Rosine Elisabeth Menthe, moglie morganatica del duca Rodolfo Augusto, fu madrina del suo primo figlio e nel 1715 il duca Augusto Guglielmo di Brunswick-Lüneburg fu padrino di un altro figlio. Augusto Guglielmo lo nominò in quello stesso anno "artista e ritrattista del Principato".
Christoph Bernhard Francke morì il 18 gennaio 1729 a Braunschweig e fu sepolto nel Garnisonsfriedhof davanti all'Aegidientor, nell'attuale Wolfenbütteler Straße. Il cimitero non è più esistente.